# 栗蛤總科
栗蛤總科（學名：Nuculacea），亦作栗蛤超科，原為雙殼綱原鰓亞綱彎錦蛤目之下的一個總科，包括有兩個科：
- 梳齿蛤科 Ctenodontidae Wöhrmann, 1893 † [3][4]：只有化石種，存在於志留紀到侏羅紀之間[1]；
- 弯锦蛤科 Nuculanidae H. Adams & A. Adams, 1858 (1854)[5]：又作似栗蛤科，有現生種。

2010年，梳齒蛤科改屬蟶螂目蟶螂總科之下；似栗蛤科改為直屬於彎錦蛤目，本總科不再使用。